# Алифан, Иван Никитович
Иван Никитич (Никитович) Алифан (1909—1992) — советский геолог, лауреат Сталинской премии (1951).

## Биография
Родился в 1909 году. Окончил нефтяной институт.
В 1936 году направлен в Небит-Даг для поисков нефти и обучения мастерству бурения рабочих из числа туркмен.
Работал в тресте «Туркменнефть» (с 1949 года, после его преобразования в производственное объединение — в тресте «Туркменбурнефть»), С 1950-х до 1970 года главный геолог.
Проведение широкомасштабных геологоразведочных работ на территории Западного Туркменистана увенчалось открытием нефтяного месторождения Кум-Даг (1948) и глубоких залежей на Челекенском нефтяном месторождении (1952), возродивших этот нефтегазоносный район. За открытие месторождения Кум-Даг присуждена Сталинская премия (1951).
В 1956 году открыто гигантское месторождение Котур-Тепе, рядом с ним — несколько меньшее по запасам Барса-Гельмес. После освоения этих месторождений позволило увеличить добычу нефти в Туркменистане до 16 млн тонн в 1962 году. Для сравнения: в 1938 г. в тресте «Туркменнефть» было добыто 365 тыс. тонн нефти.
За открытие Котур-Тепинского месторождения награжден медалью «За трудовую доблесть» (1963) (— за открытие и промышленную оценку крупнейшего Ленинского нефтяного месторождения в Туркменской ССР).
В 1970 году вышел на пенсию.

## Награды и звания
- Сталинская премия (1951)
- Медаль «За трудовую доблесть» (1963)
- Почётная грамота Президиума Верховного Совета Туркменской ССР (1970)

## Сочинения
- Нефть Туркменистана / Алифан И. Н., Аллахвердиев Р. Аманнлычев Б. и др., Гл.ред. Лавриненко В. Т. — Ашхабад: Туркменистан, 1979. — 118 с, ил.